# Jules Deleval
Jules Émile Deleval (* 31. Dezember 1873 in Paris; † 1. Oktober 1945 in Nantes) war ein französischer Kunstturner.

## Biografie
Jules Deleval nahm an den Olympischen Sommerspielen 1900 in Paris teil. Im Einzelmehrkampf belegte er den 67. Platz.